# Premio Andalucía de la Crítica
El Premio Andalucía de la Crítica está otorgado por la Asociación Andaluza de Escritores y Críticos Literarios, y es uno de los eventos anuales más trascendentes y de mayor repercusión social dentro del mundo cultural andaluz y está destinado a reconocer los mejores libros de escritoras y escritores andaluces publicados a lo largo del año anterior al fallo del premio, en las modalidades de Poesía, Novela y Relatos.
Este premio ha incentivado la obra de escritores andaluces poco conocidos en el ámbito nacional, como fueran Antonio Soler o Salvador Compán, reconocidos respectivamente (y después de habérseles concedido el premio andaluz) como Premios Nacionales de la Crítica o finalistas del Planeta; o incluso otros fueron ganadores también del Premio Nacional de la Crítica, inmediatamente después de haber recibido el Premio Andalucía de la Crítica: los casos más significativos son los de María Victoria Atencia y Chantal Maillard o Raquel Lanseros a las que se le concedió el Premio Nacional de la Crítica inmediatamente después del Premio de la Crítica de Andalucía y en el mismo año. Otro caso significativo es el de Isaac Rosa, que gracias a la concesión del Premio Andalucía de la Crítica ha proyectado su obra en ámbitos nacionales e internacionales.
La falta de dotación económica de estos premios les da un valor trascendente, en cuanto que la valoración literaria de la obra lo que produce es un aumento considerable en el prestigio personal del escritor, que es elegido por sus propios compañeros escritores y críticos.
Desde 2014 se entregan también los premios de relatos.
Desde 1994 hasta 2005 fue presidente de esta asociación el poeta, narrador y ensayista Antonio Hernández Ramírez, y desde 2005 hasta 2022, durante dieciséis años, el poeta, narrador, dramaturgo y ensayista Francisco Morales Lomas. A partir de 2022 la nueva presidenta de esta Asociación es Remedios Sánchez, profesora de la universidad de Granada y, hasta ahora, secretaria general de la misma. Tanto Antonio Hernández como Francisco Morales Lomas son los actuales presidentes de honor.

## Escritores premiados

### Novelistas premiados
- 1995. I Premio Andalucía de la Crítica a Justo Navarro con La casa del padre.
- 1996. II Premio Andalucía de la Crítica a Antonio Soler con Los héroes de la frontera.
- 1997. III Premio Andalucía de la Crítica a Juan Campos Reina con El bastón del diablo.
- 1998. IV Premio Andalucía de la Crítica a Antonio Prieto con Isla Blanca.
- 1999. V Premio Andalucía de la Crítica a Juan Eslava Galán con Señorita.
- 2000. VI Premio Andalucía de la Crítica a Salvador Compán con Un trozo de jardín.
- 2001. VII Premio Andalucía de la Crítica a José María Vaz de Soto con Perros ahorcados.
- 2002. VIII Premio Andalucía de la Crítica a Manuel Talens con La rueda del tiempo.
- 2003. IX Premio Andalucía de la Crítica a Eduardo Mendicutti con El ángel descuidado.
- 2004. X Premio Andalucía de la Crítica a Antonio Prieto con Una y todas las guerras.
- 2005. XI Premio Andalucía de la Crítica a Isaac Rosa con El vano ayer.
- 2006. XII Premio Andalucía de la Crítica a Rafael Escuredo con Leonor mon amour.
- 2007. XIII Premio Andalucía de la Crítica a José Antonio Muñoz Rojas con El comendador.
- 2008. XIV Premio Andalucía de la Crítica a  Julio Manuel de la Rosa con El ermitaño del rey.
- 2009. XV Premio Andalucía de la Crítica a Fernando de Villena con El testigo de los tiempos.
- 2010. XVI Premio Andalucía de la Crítica a Rafael Ballesteros con La muerte tiene la cara azul.
- 2011. XVII Premio Andalucía de la Crítica a José Antonio Ramírez Lozano con Las manzanas de Erasmo.
- 2012. XVIII Premio Andalucía de la Crítica a Guillermo Busutil con Vidas Prometidas.
- 2013. XIX Premio Andalucía de la Crítica a Salvador Gutiérrez Solís con El escalador congelado.
- 2014. XX Premio Andalucía de la Crítica a Eva Díaz Pérez con Adriático.
- 2015. XXI Premio Andalucía de la Crítica a Antonio Muñoz Molina con Como la sombra que se va.
- 2016. XXII Premio Andalucía de la Crítica a Justo Navarro con Gran Granada.
- 2017. XXIII Premio Andalucía de la Crítica a Antonio Enrique con Boabdil, el príncipe del día y la noche.

- 2018. XXIV Premio Andalucía de la Crítica a Emilio Lara con El relojero de la Puerta del Sol.
- 2019. XXV Premio Andalucía de la Crítica a Antonio Soler con Sur.
- 2020. XXVI Premio Andalucía de la Crítica a Juan Francisco Ferré con Revolución.
- 2021. XXVII Premio Andalucía de la Crítica a Fernando Martínez López con Tiempo de eclipse.
- 2022. XXVIII Premio Andalucía de la Crítica a Miguel A. Zapata por Nos tragará el silencio.
- 2023. XXIX  Premio Andalucía de la Crítica a Sara Mesa por La Familia.
- 2024. XXX  Premio Andalucía de la Crítica (ex aequo) a Joaquín Pérez Azaústre por El querido hermano y a Mar Moreno por Dicen que te quise tanto.

### Poetas premiados
- 1995. I Premio Andalucía de la Crítica a Rafael Soto Vergés
- 1996. II Premio Andalucía de la Crítica a Rafael Montesinos
- 1997. III Premio Andalucía de la Crítica a Manuel Mantero
- 1998. IV Premio Andalucía de la Crítica a  María Victoria Atencia
- 1999. V Premio Andalucía de la Crítica a Aurora Luque
- 2000. VI Premio Andalucía de la Crítica a Alberto Torés y Alejandro López Andrada (ex aequo)
- 2001. VII Premio Andalucía de la Crítica a Carlos Edmundo de Ory
- 2002. VIII Premio Andalucía de la Crítica a Jenaro Talens
- 2003. IX Premio Andalucía de la Crítica a Rafael Guillén
- 2004. X Premio Andalucía de la Crítica a María Rosal
- 2005. XI Premio Andalucía de la Crítica a José Infante
- 2006. XII Premio Andalucía de la Crítica a Manuel Mantero
- 2007. XIII Premio Andalucía de la Crítica a Pablo García Baena
- 2008. XIV Premio Andalucía de la Crítica a Chantal Maillard
- 2009. XV Premio Andalucía de la Crítica a Luis García Montero
- 2010. XVI Premio Andalucía de la Crítica a Juan Cobos Wilkins
- 2011. XVII Premio Andalucía de la Crítica a Rosa Romojaro
- 2012. XVIII Premio Andalucía de la Crítica a Antonio Carvajal
- 2013. XIX Premio Andalucía de la Crítica a Ángel García López
- 2014. XX Premio Andalucía de la Crítica a Mariluz Escribano
- 2015. XXI Premio Andalucía de la Crítica a Fernando Valverde
- 2016. XXII Premio Andalucía de la Crítica a José Manuel Caballero Bonald
- 2017. XXIII Premio Andalucía de la Crítica a Juvenal Soto
- 2018. XXIV Premio Andalucía de la Crítica a Antonio Praena
- 2019. XXV Premio Andalucía de la Crítica a Raquel Lanseros
- 2020. XXVI Premio Andalucía de la Crítica a Manuel Jurado López
- 2021. XXVII Premio Andalucía de la Crítica a Nieves Chillón y Diego Medina Poveda (ex aequo)
- 2022. XXVIII Premio Andalucía de la Crítica a Diego Vaya.
- 2023. XXIX Premio Andalucía de la Crítica a Ángeles Mora.
- 2024. XXX Premio Andalucía de la Crítica a Pedro J. Plaza por Matriz.

### Narradores de relatos
- 2014. XX Premio Andalucía de la Crítica a Ángel Olgoso
- 2015. XXI Premio Andalucía de la Crítica a Manuel Moya
- 2016. XXII Premio Andalucía de la Crítica a Francisco López Barrios.
- 2017. XXIII Premio Andalucía de la Crítica a Hipólito G. Navarro
- 2018. XXIV Premio Andalucía de la Crítica a Alejandro Pedregosa
- 2019. XXV Premio Andalucía de la Crítica a Francisco Silvera.
- 2020 XXVI Premio Andalucía de la Crítica a Elvira Navarro
- 2021.XXVII Premio Andalucía de la Crítica a Inés Montes.
- 2022.XXVIII Premio Andalucía de la Crítica a Joaquín Fabrellas
- 2023.XXIX Premio Andalucía de la Crítica a Sergio Barce.
- 2024.XXX Premio Andalucía de la Crítica a Antonio Tocornal por Cadillac Ranch.

## Premio Ópera Prima
Aunque no todos los años, el jurado del Premio de la Crítica también ha valorado la primera obra publicada por algunos escritores con la concesión del Premio Ópera Prima que ha recaído, entre otros, en:
- Manuel José Ramos Ortega
- José Luis Rey
- Adrián González da Costa
- Pablo Aranda
- Manuel Vidal
- José Antonio Santano
- Miguel Ranchal
- Francisco Onieva
- José Lupiáñez
- 2018. Jorge Villalobos.
- 2019. Rosa Berbel.
- 2021. Cristina Angélica

## Bases del premio
La Asociación Andaluza de Escritores y Críticos Literarios convoca el Premio Andalucía de la Crítica considerando los libros publicados en el año anterior al fallo en las modalidades de Poesía y Narrativa.
Los miembros de la AAEC —compuesta por un centenar de especialistas en literatura, críticos, periodistas, profesores, asesores culturales y autores— propondrán en las fechas previas al fallo una lista con los títulos que a su juicio consideren de más calidad. Tras el escrutinio de las obras, éstas pasarán a la final para ser examinadas por un jurado que decidirá los títulos merecedores de los galardones.
También podrá concederse el galardón especial Premio Ópera Prima si el jurado lo estima conveniente. 
El jurado, que estará compuesto por 20 críticos —miembros de la AAEC y representantes de los medios de comunicación—, emitirá su fallo inapelable durante el primer trimestre del año. 
Este premio no tiene dotación económica y los galardones, a título de reconocimiento, consistirán en tres estatuillas de bronce originales de la autora cordobesa Marta Campos. 
Los galardonados no podrán optar al premio durante los cinco años siguientes a la fecha en que se les concedió por última vez, asimismo no podrán ser seleccionados los miembros de la directiva de la Asociación ni los componentes del jurado en las dos últimas convocatorias.